# جوانان (فیلم ۲۰۱۶)
جوانان (به فرانسوی: Jeunesse) یک فیلم سینمایی فرانسوی-پرتغالی به کارگردانی جولین سامانی و تهیه کنندگی پائولو برانکو محصول سال ۲۰۱۶ است. این فیلم بر اساس داستان کوتاه " جوانی " ساخته جوزف کنراد در سال ۱۸۹۸ ساخته شده‌است. اولین بار این فیلم در جشنواره لوکارنو به نمایش درآمد جایی که برای برنده شدن جایزه پلنگ طلایی رقابت می‌کرد.

## بازیگران
- کوین آزاز در نقش زیکو
- سمیر گسمی در نقش خوزه
- ژان-فرانسوا استونن در نقش کاپیتان پالت
- باستین اوگتو در نقش یویو
- کامیل پولت در نقش ملانی
- لازار مینونگو در نقش موکتار
- دیوید چور در نقش کنگ
- میگل بورخس در نقش پدرو
- آنتونیو سیمائو در نقش لیونل